# Bunge distrikt
Bunge distrikt är ett distrikt i Gotlands kommun och Gotlands län. 
Distriktet ligger på nordöstra delen av Gotland.

## Tidigare administrativ tillhörighet
Distriktet inrättades 2016 och utgörs av socknen Bunge.
Området motsvarar den omfattning Bunge församling hade vid årsskiftet 1999/2000.

## Bilder

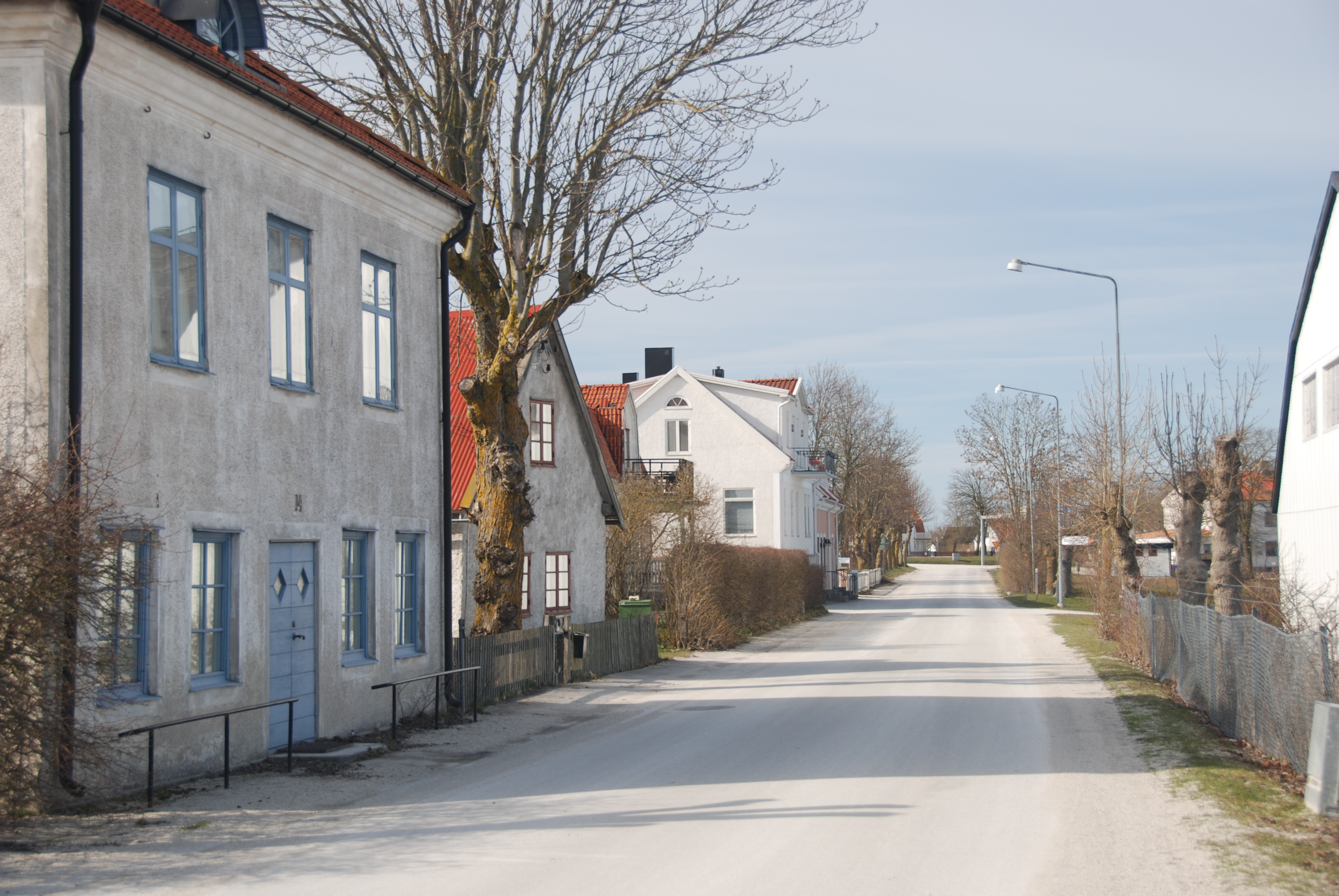
Byggnader i Fårösund.
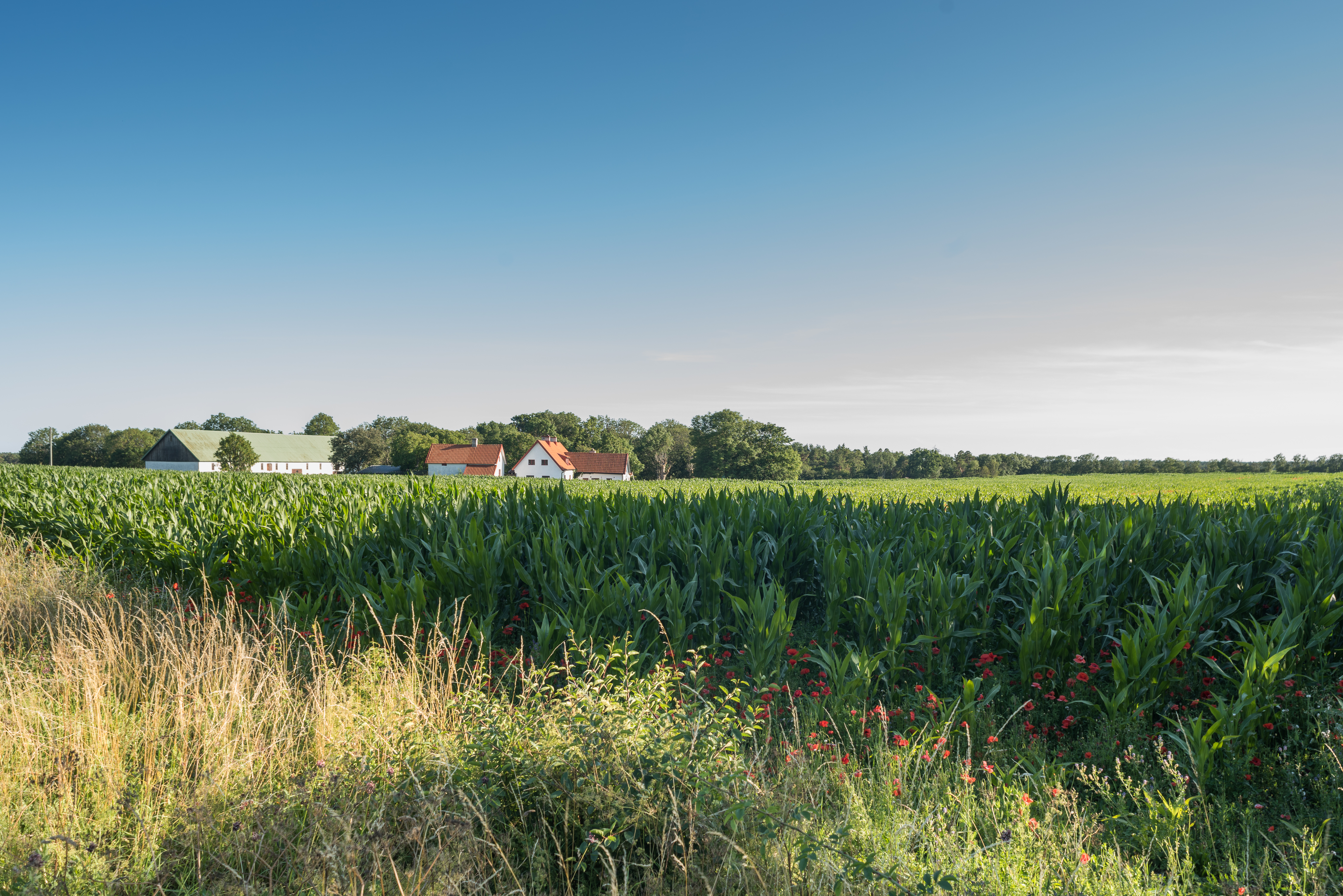
Gård i Bunge.
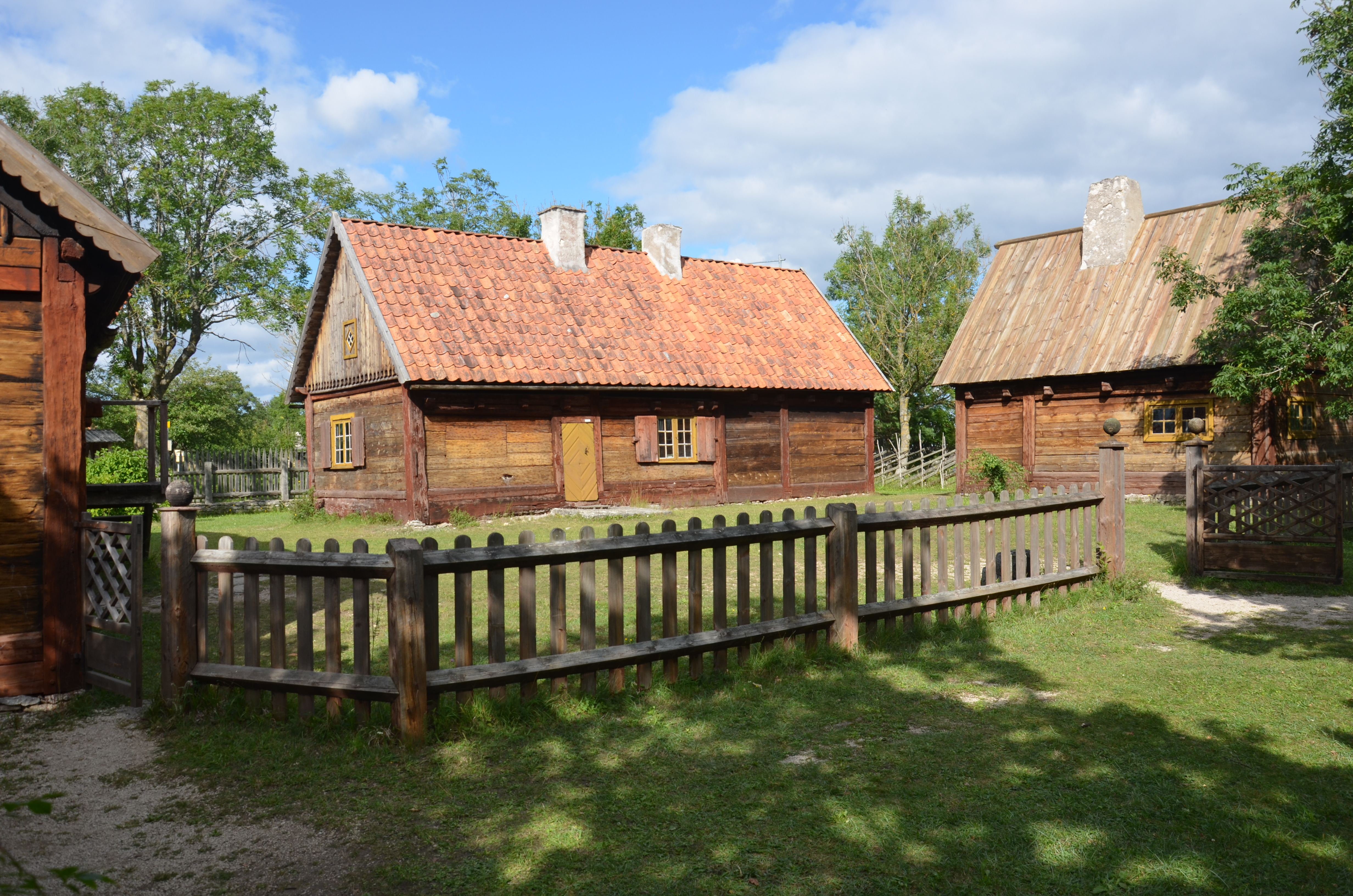
Bungemuseet.
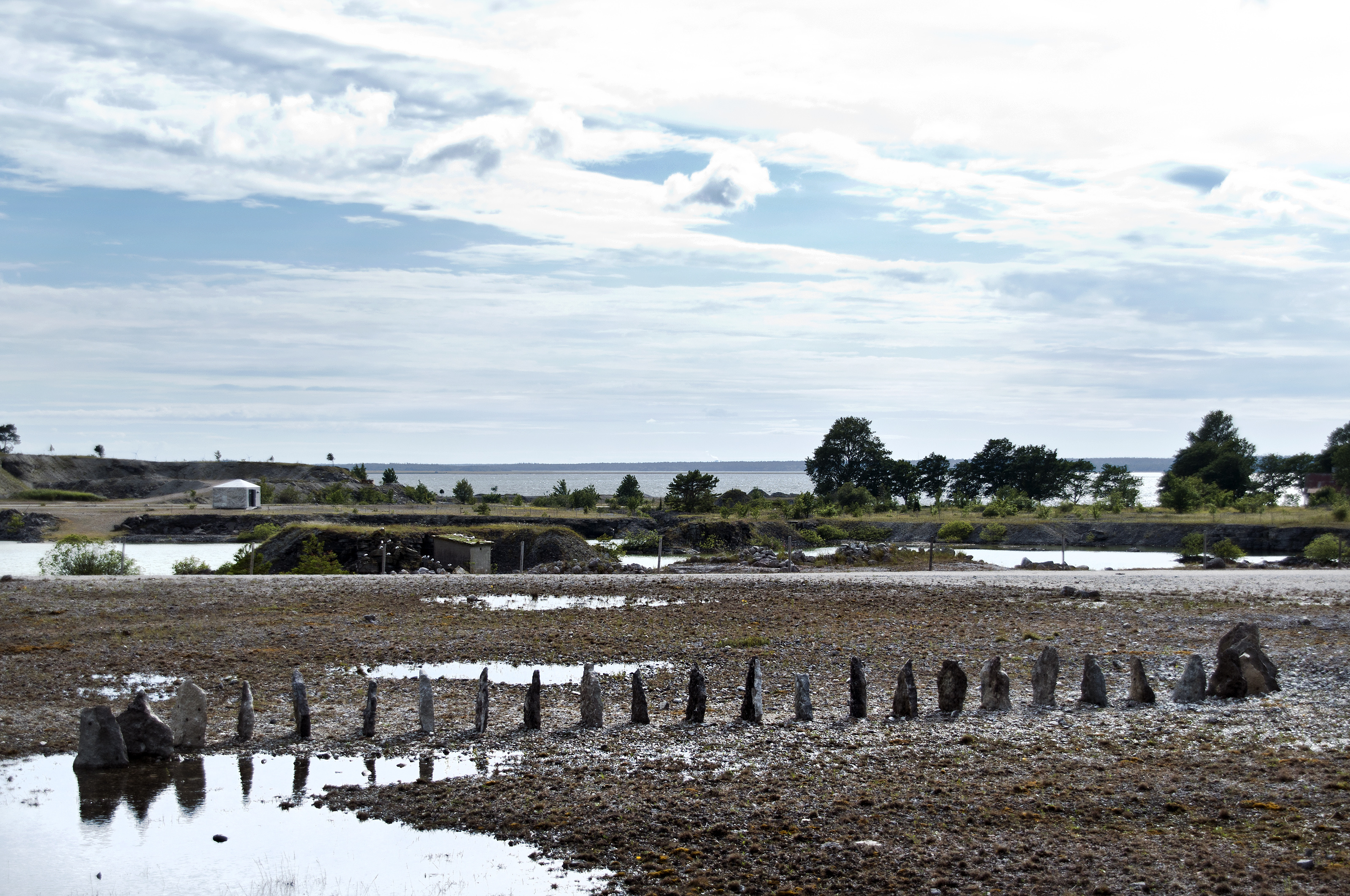
Bungenäs kalkbrott.